# Jan van der Marel (pilote)
Pour les articles homonymes, voir Jan van der Marel.
Jan van der Marel, né le 10 mars 1944, est un pilote de rallye néerlandais.

## Biographie
Il commence la compétition automobile en 1974.
Ses voitures sont essentiellement des véhicules Opel (Ascona, Kadett GT/E, et Manta 400, jusqu'au milieu des années 1980), puis Ford (Sierra et Escort RS Cosworth, jusqu'en 1999), Mitsubishi (Lancer Evo VI et VII) durant les années 2005 et 2006, et enfin Porsche depuis 2007.
Outre sa victoire à Hebros (Bulgarie) en 1985, ses meilleurs classements en compétitions internationales européennes (ERC) sont une 2e place au rallye d'Hellendoorn en 1992, et une 3e place à celui d'Hunsrück en 1977 (avec Jan Berkhof, qui est son coéquipier de ses débuts jusqu'à 1978), à celui de Saturne en 1985 (Yougoslavie) , et à celui (national) des Tulipes d'or d'Hellendoorn en 1996 (avec Nancy van der Marel cette fois).
Son épouse Anja (née Beltzer) est son propre copilote entre 1984 et 1990 (ainsi qu'épisodiquement en 1993). Depuis 2005 Erwin (Jan) Berkhof est son nouveau copilote.
Son fils Timo, né en 1989, court depuis 2008 est s'est classé 4e du championnat néerlandais en 2010.

### Titres
Internationaal Nederlands Rallykampioenschap:
- Septuple Champion des Pays-Bas des rallyes (record), dont 4 fois consécutives: 1978 et 1979 (sur Vauxhall Chevette 2300 HS), 1980 et 1981 (sur Opel Ascona 400 et Opel Kadett GT/E), 1984 et 1985 (sur Opel Manta 400), et 1987 (sur Ford Sierra RS Cosworth);

## Victoire en ERC
- Rallye d'Hebros: 1985 (devant Ilia Tchoubrikov, avec comme copilote Anja Beltzer-Lieuwma sur Opel Manta 400).